# ویسنته پیرا
ویسنته پیرا (انگلیسی: Vicente Piera; ۱۱ ژوئن ۱۹۰۳ – ۱۳ ژوئن ۱۹۶۰) بازیکن فوتبال اهل اسپانیا بود.
از باشگاه‌هایی که در آن بازی کرده‌است می‌توان به باشگاه فوتبال بارسلونا اشاره کرد.
وی همچنین در تیم ملی فوتبال اسپانیا بازی کرده‌است.